# Druga strana medalje (1965.)
Druga strana medalje je hrvatski dugometražni film iz 1965. godine.

## Glumačka postava
- Judita Han kao Eva Ružić
- Rade Marković kao Ognjen Ružić
- Franjo Kumer kao Ludvig Farkaš
- Toma Jovanović kao policijski inspektor Hribar
- Vojislav Mirić kao zavodnik
- Sonja Hlebs kao prostitutka Silvija
- Karlo Bulić kao advokat Bruno
- Vanja Drach kao Ognjenov prijatelj
- Fabijan Šovagović kao ustaški policajac
- Veljko Maričić kao sudac
- Hermina Pipinić kao Vera
- Mirko Boman kao stranac na granici
- Milan Bosiljčić-Beli kao pijani mornar
- Maria Braico kao Leonina
- Rajko Dukčević kao policijski inspektor Vlado
- Đurđa Ivezić kao Ruža
- Miodrag Lončar
- Danilo Maričić kao carinik
- Gordana Petrović kap Talijanka s naočalama
- Semka Sokolović-Bertok kao prostitutka Anđa
- Zdenka Trach kao Farkaševa susjeda
- Franek Trefalt kao dežurni policajac na Sezani
- Đuro Turinski
- Dušan Dobrosavljević kao policajac
- Vladimir Sušić kao kartaš